# Euandroblatta nama
Euandroblatta nama är en kackerlacksart som beskrevs av Karlis Princis 1963. Euandroblatta nama ingår i släktet Euandroblatta och familjen småkackerlackor. Inga underarter finns listade i Catalogue of Life.